# Elevon
Elevon (akronim iz elevator and aileron) so kontrolne površine na letalu, ki lahko delujejo kot višinsko krmilo ali pa kot krilca. Uporabljajo se za krmiljenje po višini (okoli latelarne osi) in po nagibu (okoli vzdolžne osi).
Velikokrat se uporabljajo na brezrepnih letalih, kot npr. leteče krilo, pa tudi na stealth letalih kot Lockheed F-117 Nighthawk.